# Станіслав Ришард Станде
Станіслав Рішард Станде (16 листопада 1897, Варшава — 1 листопада 1937, Москва, СРСР) — польський поет, перекладач, активіст Комуністичної робітничої партії Польщі, жертва сталінських репресій.

## Життєпис
Народився у Варшаві в сім'ї Емануїла Станде та Генріки Ельхман 16 листопада 1897 року.
В революційні часи 1905 року під час демонстрації 1 листопада на Театральній площі загинула його мама, а сам він був поранений кінськими копитами, від чого шрам назавжди деформував його лице. Того ж дня його батько помер від серцевого нападу, почувши про смерть матері. Про сиріт подбав Ігнацій Кауфман, торговий агент з Кракова.
1916 року Станіслав (Стах) закінчив гімназію імені святого Яцека у Кракові та вступив на філософський факультет Ягеллонського університету, вивчаючи філософію та полоністику. Навчався до 1920/1921 навчального року, проте навчання не закінчив.
Від 1916 року був пов'язаний з робітничим рухом. 1919 року вступив до Комуністичної робітничої партії Польщі.
Перші його твори були опубліковані 1920 року в познаньському журналі «Zdrój», а 1921 року він видав у Львові збірку поезій «Młoty».
Від 1923 року займався організаційною та агітаційною діяльністю, зокрема в Сілезії та в Заглемб'є Домбровське (Домбровський вугільний басейн), діючи напівлегально, іноді незаконно, як професійний революціонер. Використовував псевдонім Кубін і їздив кур'єром до Гданська, де діяло керівництво партії, та Берліна.
Налагодив співпрацю з легальними лівими культурологічними журналами, які знаходились під впливом компартії.
Співробітничав з «Nową Kulturą». Був співпрацівником «Kultury Robotniczej», легальним органом Комуністичної робітничої партії Польщі. Також співпрацював з щомісячником «Dźwignia». 1925 року разом із Владиславом Броневським організував напівлегальний Варшавський робітничий театр (згодом — «Robotniczy Studio Teatralne»), що діяв до 1931 року.
1925 року видав разом з В. Вандурським та В. Броневським програмний маніфест польської пролетарської поезії «Trzy salwy» («Три залпи»).
1929—1931 — журналіст часопису «Miesięnik Literacki».
1931 року за згодою керівництва партії перебрався через Берлін до СРСР, де до 1937 року редагував щомісячник «Интернациональная литература». Працював у редакції польського журналу «Культура мас». В Москві вийшли збірки його віршів «Синє і червоне», «Молодь йде», «Поема про Магнітобуд» (усі — 1933), «Наш крок» (1937), поема «Мідний вершник» (1937). Перекладав класичну російську і радянську поезію.
1931 року у львівському журналі «Вікна» був опублікований його вірш «Страйк» в українському перекладі Ярослава Кондри.
Під час «великої чистки» він був заарештований НКВС 9 вересня 1937 року за так званою Польською операцією. 1 листопада 1937 року засуджений до смертної кари Військовою колегією Верховного Суду СРСР за обвинуваченням у шпигунстві. Розстріляний того ж дня. Похований анонімно у крематорії Донського кладовища.
Реабілітований 5 листопада 1955 року Постановою Військової колегії Верховного Суду СРСР.

## Родина
Брат Віктор Станде (пом. 1937 року), який був банківським діловодом — автор брошури «Процентна книга для обчислення відсотків на капітал». Сестра Стефанія Туронська (1894—1955) була актрисою та власницею косметичного салону.
Був тричі одружений. Перша дружина (1920—1926) — Зофія Лілієн (1896—1944), біолог та садівниця. Донька Ольга Станде-Арматис (нар. 1922), математик, автор підручників з алгебри та збірників задач і методичних матеріалів. Друга дружина (1927—1935) — Зофія Варська (1895—1937), за попереднім шлюбом Штейн-Краєвська, дочка польського революціонера Адольфа Варського-Варшавського. 1931 році він емігрував з нею та її сином від першого шлюбу — філософом Владиславом Краєвським — до СРСР, де вона жила під псевдонімом «Кубальська». Спільних дітей у них не було і в 1935 році Стах одружився з піаністкою Марією Грінберг (1908—1978), уродженкою Одеси. З нею мав доньку Ніку (1937—2005), також піаністку. Ніка Забавнікова, незважаючи на незнання мови, декларувала польську національність, використовувала до одруження прізвище матері. Як піаністка згодом виступала також в дуеті з мамою.